# Croacia en el Festival de la Canción de Eurovisión 2024
Croacia participó en el LXVIII Festival de la Canción de Eurovisión, que se celebró en Malmö, Suecia del 7 al 11 de mayo de 2024, tras la victoria de Loreen con la canción «Tattoo».La radiodifusora Hrvatska radiotelevizija (HRT) (Televisión Croata en español), radiodifusora encargada de la participación croata dentro del festival, decidió mantener el formato de selección tradicional, organizando el «Dora» para elegir al representante del país en el concurso eurovisivo.
El festival celebrado en tres galas entre el 22 y el 25 de febrero de 2024, dando como ganador a Baby Lasagna con el tema de corte folk/rock electrónico «Rim tim tagi dim». Curiosamente, Baby Lasagna no tenía previsto concursar en el «Dora 2024», hasta que un día antes de la presentación de las canciones, se retiró una de las concursantes iniciales, permitiéndole ingresar al concurso como primera reserva.
Desde su victoria en el «Dora», Baby Lasagna se convirtió en uno de los máximos favoritos de las casas de apuestas para ganar el festival, llegando al día del festival como el máximo favorito con un 42% de probabilidades.
En el festival, Croacia se clasificó en la primera semifinal con 177 puntos y cuatro días más tarde, finalizaría en 2° puesto con 547 puntos: 337 puntos del televoto y 210 del jurado profesional, consiguiendo el mejor resultado para el país en su historia.

## Historia de Croacia en el Festival
Croacia es uno de los países de Europa del Este que se fueron uniendo al festival después de la disolución de Yugoslavia, debutando en 1993, tras clasificar en la «Kvalifikacija za Millstreet», la primera ronda eliminatoria realizada para el festival tras la alta demanda de países que deseaban participar en el concurso. Desde entonces el país ha concursado en 28 ocasiones, siendo su mejor participación en 1996 y en 1999, cuando se colocaron en 4.ª posición con Maja Blagdan con la canción «Sveta ljubav» y Doris Dragović con el tema «Marija Magdalena». Así mismo, el país se ha colocado en cuatro ocasiones más dentro de los mejores 10. Durante la existencia del sistema de relegación por promedios, Croacia fue uno de los 3 países junto a Malta y Suecia que nunca se le vio prohibida su participación, siendo uno de los países más exitosos del concurso durante los 90's y los principios de los 2000. Si bien, actualmente Croacia ha sido eliminado en semifinales en 9 de sus últimas 14 participaciones.
En 2023, el grupo ganador del Dora, Let 3, terminó en 13.ª posición con 123 puntos en la gran final: 112 puntos del televoto (7°) y 11 del jurado profesional (25°), con el tema «Mama ŠČ!».

## Representante para Eurovisión

### Dora 2024

#### Candidaturas
| Artista                            | Canción (Traducción)                                               | Idioma | Autor(es)                                                               |
| ---------------------------------- | ------------------------------------------------------------------ | ------ | ----------------------------------------------------------------------- |
| Alen Đuras                         | «A Tamburitza Lullaby» (Una nana de tambura)                       | Inglés | Jimmy Åkerfors, Michel Fannoun, Siniša Reljić-Simba, Tony Malm          |
| Baby Lasagna                       | «Rim Tim Tagi Dim» (Rim tim tagi dim)                              | Inglés | Marko Purišić                                                           |
| Barbara Munjas                     | «Nepobjediva» (Invencible)                                         | Croata | Barbara Munjas, Zoran Majstorović                                       |
| Boris Štok                         | «Can We Talk» (Podemos hablar)                                     | Inglés | Aidan O'Connor, Boris Štok, Darko Terlević, John Doherty                |
| Damir Kedžo                        | «Voljena Ženo» (Mujer amada)                                       | Croata | Ante Pecotić                                                            |
| Erna                               | «How Do You Love Me» (Cómo me amas)                                | Inglés | Alan Dović, Erna Imamović, Gabor Racz                                   |
| ET                                 | «Pametnom Dosta» (Lo suficientemente listo)                        | Croata | Adonis Ćulibrk, Inav Coste                                              |
| Eugen                              | «Tišine» (Silencio)                                                | Croata | Anja Grabovac, Eugen Stjepan Višić                                      |
| James Night                        | «Nebo Plače» (El cielo está llorando)                              | Croata | Leonardo Šajin                                                          |
| Lana Mandarić                      | «More» (Pesadillas)                                                | Croata | Lana Mandarić                                                           |
| Lara Demarin                       | «Ne Vjerujem Ti» (No te creo)                                      | Croata | Hrvoje Domazet, Lara Demarin, Luka Demarin, Robert Domitrović           |
| Let 3                              | «Babaroga» (Baba yaga)                                             | Croata | Damir Martinović Mrle, Iztok Turk, Matej Zec, Zoran Prodanović          |
| Lu Dedić                           | «Plavi Leptir» (Mariposa azul)                                     | Croata | Miro Lesić                                                              |
| Marcela                            | «Gasoline» (Gasolina)                                              | Inglés | Bjørgen van Essen, Daniël van den Brink, Délano Ladurner, Marcela Oroši |
| Mario Battifiaca ft. Robert Ferlin | «Vodu Piti Trizan Biti» (Tomar agua para estar sobrio)             | Croata | Bruno Krajcar                                                           |
| Misha                              | «One Day» (Un día)                                                 | Inglés | Nemanja Filipović                                                       |
| Natalie Balmix                     | «Dijamanti» (Diamantes)                                            | Croata | Darko Dimitrov, Lazar Cvetkoski, Natalie Balmix, Robert Bilbilov        |
| Noelle                             | «Baby, Baby» (Bebé, bebé)                                          | Croata | Ivan Zečić, Miroslav Zečić                                              |
| Pavel                              | «Do Mjeseca» (A la luna)                                           | Croata | Aljoša Šerić, Jere Šešelja                                              |
| Saša Lozar                         | «Ne Plačem Zbog Nje» (No estoy llorando por ella)                  | Croata | Ante Pecotić                                                            |
| Stefany                            | «Sretnih Dana Dat' će Bog» (Los días felices serán dados por Dios) | Croata | Branimir Mihaljević, Nenad Ninčević                                     |
| The Splitters                      | «Od Kad Te Sanjam» (Desde que sueño contigo)                       | Croata | Josip Senta, Petar Senta                                                |
| Vatra                              | «Slatke Suze, Gorka Ljubav» (Lágrimas dulces, amargo amor)         | Croata | Ivan Dečak                                                              |
| Vinko                              | «Lying Eyes» (Ojos que mienten)                                    | Inglés | Srđan Sekulović Skansi, Vinko Ćemeraš                                   |
| Zsa Zsa                            | «Probudi Usne Moje» (Despierta mis labios)                         |        |                                                                         |

     Candidatura retirada

#### Semifinales

##### Semifinal 1
| N.º | Artista                            | Canción                    | Resultado  |
| --- | ---------------------------------- | -------------------------- | ---------- |
| 1   | Noelle                             | «Baby, Baby»               |            |
| 2   | Mario Battifiaca ft. Robert Ferlin | «Vodu Piti Trizan Biti»    | Finalistas |
| 3   | Stefany                            | «Sretnih Dana Dat' će Bog» | Finalista  |
| 4   | Misha                              | «One Day»                  |            |
| 5   | Erna                               | «How Do You Love Me»       |            |
| 6   | Eugen                              | «Tišine»                   | Finalista  |
| 7   | Vinko                              | «Lying Eyes»               | Finalista  |
| 8   | Barbara Munjas                     | «Nepobjediva»              |            |
| 9   | Let 3                              | «Babaroga»                 | Finalistas |
| 10  | Lana Mandarić                      | «More»                     | Finalista  |
| 11  | Pavel                              | «Do Mjeseca»               | Finalista  |
| 12  | Saša Lozar                         | «Ne Plačem Zbog Nje»       | Finalista  |

##### Semifinal 2
| N.º | Artista        | Canción                     | Resultado  |
| --- | -------------- | --------------------------- | ---------- |
| 1   | Lu Dedić       | «Plavi Leptir»              |            |
| 2   | James Night    | «Nebo Plače»                |            |
| 3   | Lara Demarin   | «Ne Vjerujem Ti»            | Finalista  |
| 4   | Alen Đuras     | «A Tamburitza Lullaby»      | Finalista  |
| 5   | The Splitters  | «Od Kad Te Sanjam»          |            |
| 6   | Boris Štok     | «Can We Talk»               | Finalista  |
| 7   | Baby Lasagna   | «Rim Tim Tagi Dim»          | Finalista  |
| 8   | ET             | «Pametnom Dosta»            |            |
| 9   | Vatra          | «Slatke Suze, Gorka Ljubav» | Finalistas |
| 10  | Damir Kedžo    | «Voljena Ženo»              | Finalista  |
| 11  | Natalie Balmix | «Dijamanti»                 | Finalista  |
| 12  | Marcela        | «Gasoline»                  | Finalista  |

#### Final
| N.º | Artista                            | Canción                     | Jurado | Televoto | Lugar | Puntos |
| --- | ---------------------------------- | --------------------------- | ------ | -------- | ----- | ------ |
| 1   | Natalie Balmix                     | «Dijamanti»                 | 24     | 11       | 10    | 35     |
| 2   | Mario Battifiaca ft. Robert Ferlin | «Vodu Piti Trizan Biti»     | 0      | 9        | 15    | 9      |
| 3   | Lana Mandarić                      | «More»                      | 9      | 4        | 13    | 13     |
| 4   | Boris Štok                         | «Can We Talk»               | 10     | 13       | 12    | 23     |
| 5   | Stefany                            | «Sretnih Dana Dat' će Bog»  | 3      | 9        | 14    | 12     |
| 6   | Pavel                              | «Do Mjeseca»                | 38     | 15       | 7     | 53     |
| 7   | Saša Lozar                         | «Ne Plačem Zbog Nje»        | 1      | 5        | 16    | 6      |
| 8   | Lara Demarin                       | «Ne Vjerujem Ti»            | 19     | 6        | 11    | 25     |
| 9   | Let 3                              | «Babaroga»                  | 55     | 24       | 3     | 79     |
| 10  | Alen Đuras                         | «A Tamburitza Lullaby»      | 35     | 27       | 5     | 62     |
| 11  | Eugen                              | «Tišine»                    | 26     | 15       | 8     | 41     |
| 12  | Vatra                              | «Slatke Suze, Gorka Ljubav» | 21     | 15       | 9     | 36     |
| 13  | Damir Kedžo                        | «Voljena Ženo»              | 51     | 22       | 4     | 73     |
| 14  | Baby Lasagna                       | «Rim Tim Tagi Dim»          | 74     | 247      | 1     | 321    |
| 15  | Marcela                            | «Gasoline»                  | 39     | 20       | 6     | 59     |
| 16  | Vinko                              | «Lying Eyes»                | 59     | 23       | 2     | 82     |

## En Eurovisión
De acuerdo a las reglas del festival, todos los concursantes debían iniciar desde las semifinales, a excepción del anfitrión (en este caso, Suecia) y el Big Five compuesto por Alemania, España, Francia, Italia y el Reino Unido. En el sorteo realizado el 30 de enero de 2024, Croacia fue sorteada en la primera semifinal del festival. En este mismo sorteo, se determinó que participaría en la primera mitad de la semifinal (posiciones 1-7). Semanas después, ya conocidos los artistas y sus respectivas canciones participantes, la producción del programa dio a conocer el orden de actuación, determinando que el país participaría en la séptima posición, después de Polonia y precediendo a Islandia.
La HRT transmitió el concurso en su totalidad a través de su canal principal, HRT 1, así como por su señal de radio a través de HR 2. Los comentarios corrieron por parte de Duško Ćurlić (por octava ocasión consecutiva) en televisión y por Zlatko Turkalj en radio. La portavoz de la votación del jurado profesional croata fue el presentador Ivan Dorian Molnar.

### Semifinal 1

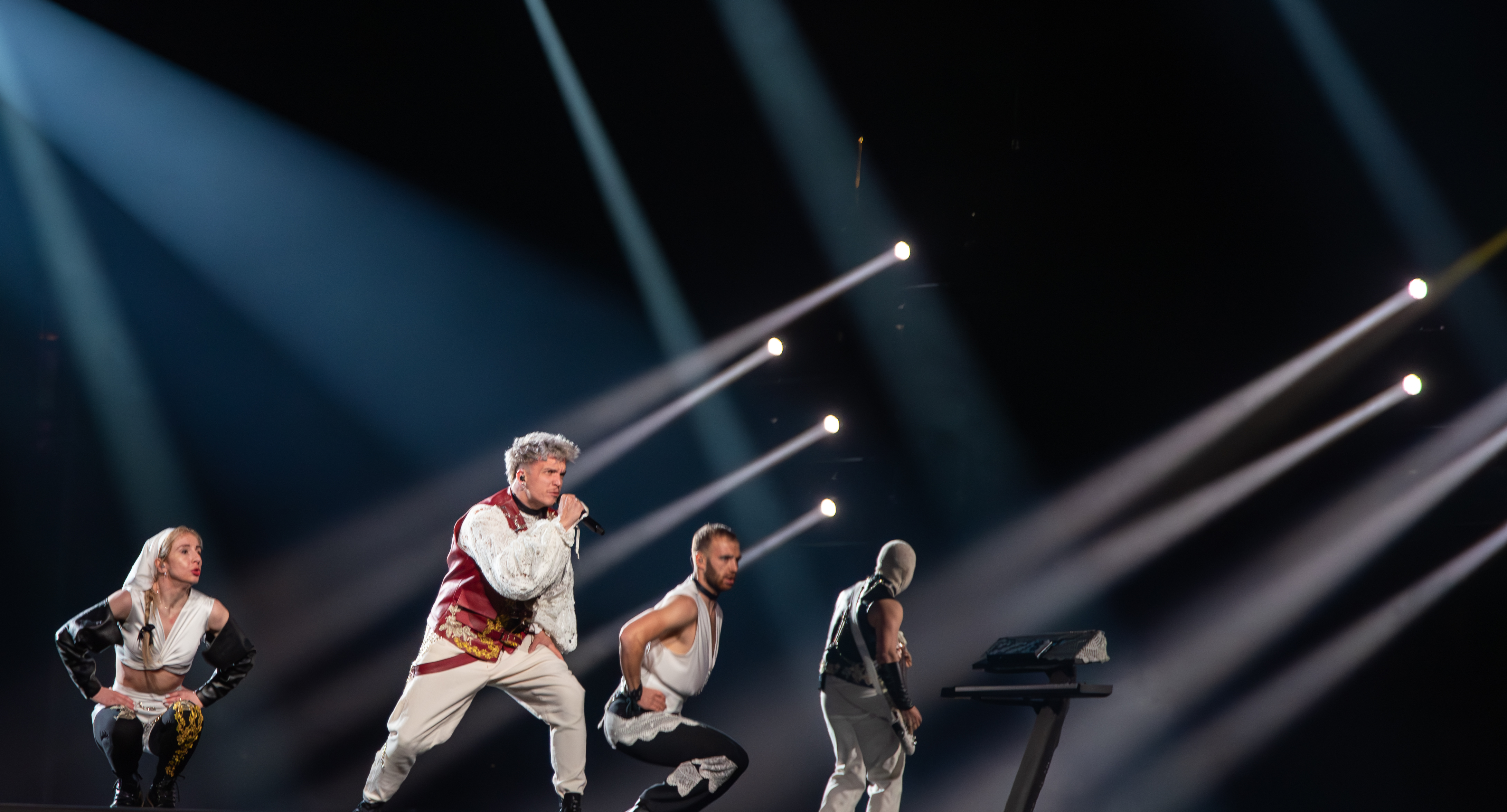
Baby Lasagna durante un ensayo de la final.

Baby Lasagna tomó parte de los ensayos los días 27 de abril y 1 de mayo así como de los ensayos generales con vestuario de la primera semifinal los días 6 y 7 de mayo.Croacia se presentó en la posición 7, después de Polonia y antes de Islandia.
La actuación de Baby Lasagna se mantuvo similar a la presentada en la final nacional, presentándose en el escenario junto a dos bailarines y tres músicos (un tecladista, un baterista y un bajista) todos con vestuarios inspirados en el folclore croata diseñados por Valentina Pliško. La actuación proyectó en la pantalla LED imágenes de animales en luces neón, así como hacer uso de humo y fuegos artificiales.
Al final del espectáculo, Croacia fue anunciada como uno de los 10 países finalistas.Los resultados revelados una vez terminado el festival, le otorgaron la victoria al país balcánico con 177 puntos, siendo votado por todos los televotos posibles, incluyendo 8 máximas puntuaciones. Esto significó el mejor resultado en una semifinal para Croacia, superando los 4° puestos obtenidos en 2005 y 2008.

### Final
Durante un sorteo previo a la rueda de prensa de los ganadores de la primera semifinal, se decidió en que mitad participaría cada finalista. Croacia fue sorteada como "producer's choice", quedando a decisión de los productores la mitad y el puesto a actuar. El orden de actuación revelado durante la madrugada del viernes 11 de mayo, decidió que Croacia debía actuar en la posición 23 por delante de Eslovenia y por detrás de Georgia.Baby Lasagna tomó parte de los ensayos generales con vestuario de la final los días 10 y 11 de mayo.El ensayo general de la tarde del 10 fue tomado en cuenta por los jurados profesionales para emitir sus votos, que representaron el 50% de los puntos.
Durante la votación, Croacia se colocó en 3ª posición en la votación del jurado profesional con 210 puntos, siendo votado por 30 de los 36 jurados posibles, incluyendo la máxima puntuación de Chipre y de Serbia. De esta forma, el televoto de Croacia fue el antepenúltimo en ser revelado, siendo anunciados 337 puntos que lo convirtieron en el ganador de la votación del público. Croacia logró ser votada por todos los televotos con un mínimo de 5 puntos, incluyendo 9 máximas puntuaciones. La sumatoria final le dio 547 puntos a Baby Lasagna, ubicándose en la 2ª posición, a tan solo 44 puntos del artista ganador, Nemo. Este resultado significó el mejor para el país en su historia, así como para cualquier país ex-yugoslavo desde la victoria de la serbia Marija Šerifovič en 2007.

### Votación

#### Puntuación a Croacia

##### Semifinal 1
| Televoto                                                                              | Televoto                       | Televoto                                   | Televoto                           | Televoto   |
| 12 puntos                                                                             | 10 puntos                      | 8 puntos                                   | 7 puntos                           | 6 puntos   |
| ------------------------------------------------------------------------------------- | ------------------------------ | ------------------------------------------ | ---------------------------------- | ---------- |
| - Alemania - Australia - Eslovenia - Finlandia - Islandia - Serbia - Suecia - Ucrania | - Irlanda - Lituania - Polonia | - Moldavia - Reino Unido - Resto del Mundo | - Azerbaiyán - Chipre - Luxemburgo | - Portugal |
| 5 puntos                                                                              | 4 puntos                       | 3 puntos                                   | 2 puntos                           | 1 punto    |
|                                                                                       |                                |                                            |                                    |            |

##### Final
| Jurado                                                                                           | Jurado | Jurado                                                                                          | Jurado                                                  | Jurado                                                  |
| 12 puntos                                                                                        | 10 puntos | 8 puntos                                                                                        | 7 puntos                                                | 6 puntos                                                |
| ------------------------------------------------------------------------------------------------ | --- | ----------------------------------------------------------------------------------------------- | ------------------------------------------------------- | ------------------------------------------------------- |
| - Chipre - Serbia                                                                                | - Finlandia - Islandia - Lituania - Malta - Suecia                                                                               | - Australia - Austria - Dinamarca - Estonia - Italia - Moldavia - Polonia - Reino Unido - Suiza | - Irlanda - Países Bajos                                | - Alemania - Armenia - Eslovenia - Letonia - Luxemburgo |
| 5 puntos                                                                                         | 4 puntos | 3 puntos                                                                                        | 2 puntos                                                | 1 punto                                                 |
|                                                                                                  | - Azerbaiyán - Israel - Ucrania                                                                                                  | - Albania                                                                                       | - Chequia - Francia                                     | - Georgia                                               |
| Televoto                                                                                         | |                                                                                                 |                                                         |                                                         |
| 12 puntos                                                                                        | 10 puntos | 8 puntos                                                                                        | 7 puntos                                                | 6 puntos                                                |
| - Albania - Austria - Azerbaiyán - Dinamarca - Eslovenia - Irlanda - Islandia - Noruega - Serbia | - Alemania - Australia - Estonia - Finlandia - Lituania - Luxemburgo - Malta - Países Bajos - Polonia - Suecia - Suiza - Ucrania | - Bélgica - Chequia - España - Italia - Resto del Mundo - San Marino                            | - Armenia - Francia - Moldavia - Portugal - Reino Unido | - Grecia                                                |
| 5 puntos                                                                                         | 4 puntos | 3 puntos                                                                                        | 2 puntos                                                | 1 punto                                                 |
| - Chipre - Georgia - Israel - Letonia                                                            | |                                                                                                 |                                                         |                                                         |

#### Votación realizada por Croacia[15][16]
| Puntos    | Televoto   |
| --------- | ---------- |
| 12 puntos | Serbia     |
| 10 puntos | Eslovenia  |
| 8 puntos  | Ucrania    |
| 7 puntos  | Luxemburgo |
| 6 puntos  | Irlanda    |
| 5 puntos  | Finlandia  |
| 4 puntos  | Chipre     |
| 3 puntos  | Lituania   |
| 2 puntos  | Portugal   |
| 1 punto   | Moldavia   |

| Puntos    | Jurado     | Televoto  |
| --------- | ---------- | --------- |
| 12 puntos | Portugal   | Serbia    |
| 10 puntos | Eslovenia  | Eslovenia |
| 8 puntos  | Irlanda    | Ucrania   |
| 7 puntos  | Ucrania    | Italia    |
| 6 puntos  | Italia     | Francia   |
| 5 puntos  | Luxemburgo | Irlanda   |
| 4 puntos  | Francia    | Estonia   |
| 3 puntos  | Serbia     | Armenia   |
| 2 puntos  | Suecia     | Suecia    |
| 1 punto   | Chipre     | Suiza     |

##### Desglose
El jurado croata en la final estuvo compuesto por:
- Gina Victoria Damjanović
- Dino Jelusić
- Srđan Sekulović – Skansi
- Mihovil Šoštarić
- Ivana Vrdoljak (Vanna)

| Semifinal 1 | Semifinal 1 | Semifinal 1                | Semifinal 1                |
| N.º         | País        | Televoto                   | Televoto                   |
| N.º         | País        | Ranking                    | Puntos                     |
| ----------- | ----------- | -------------------------- | -------------------------- |
| 01          | Chipre      | 7                          | 4                          |
| 02          | Serbia      | 1                          | 12                         |
| 03          | Lituania    | 8                          | 3                          |
| 04          | Irlanda     | 5                          | 6                          |
| 05          | Ucrania     | 3                          | 8                          |
| 06          | Polonia     | 12                         |                            |
| 07          | Croacia     | -------------------------- | -------------------------- |
| 08          | Islandia    | 14                         |                            |
| 09          | Eslovenia   | 2                          | 10                         |
| 10          | Finlandia   | 6                          | 5                          |
| 11          | Moldavia    | 10                         | 1                          |
| 12          | Azerbaiyán  | 13                         |                            |
| 13          | Australia   | 11                         |                            |
| 14          | Portugal    | 9                          | 2                          |
| 15          | Luxemburgo  | 4                          | 7                          |

| Final | Final        | Final                      | Final                      | Final                      | Final                      | Final                      | Final                      | Final                      | Final                      | Final                      |
| N.º   | País         | Jurado                     | Jurado                     | Jurado                     | Jurado                     | Jurado                     | Jurado                     | Jurado                     | Televoto                   | Televoto                   |
| N.º   | País         | Jurado A                   | Jurado B                   | Jurado C                   | Jurado D                   | Jurado E                   | Rank                       | Pts                        | Rank                       | Pts                        |
| ----- | ------------ | -------------------------- | -------------------------- | -------------------------- | -------------------------- | -------------------------- | -------------------------- | -------------------------- | -------------------------- | -------------------------- |
| 01    | Suecia       | 10                         | 4                          | 5                          | 13                         | 17                         | 9                          | 2                          | 9                          | 2                          |
| 02    | Ucrania      | 4                          | 1                          | 6                          | 11                         | 3                          | 4                          | 7                          | 3                          | 8                          |
| 03    | Alemania     | 13                         | 16                         | 20                         | 20                         | 14                         | 19                         |                            | 19                         |                            |
| 04    | Luxemburgo   | 6                          | 10                         | 10                         | 5                          | 5                          | 6                          | 5                          | 18                         |                            |
| 05    | Países Bajos | 22                         | 19                         | 21                         | 10                         | 6                          | 14                         |                            | N/A                        |                            |
| 06    | Israel       | 15                         | 9                          | 9                          | 12                         | 15                         | 12                         |                            | 15                         |                            |
| 07    | Lituania     | 23                         | 8                          | 22                         | 16                         | 16                         | 17                         |                            | 12                         |                            |
| 08    | España       | 24                         | 7                          | 23                         | 8                          | 18                         | 13                         |                            | 17                         |                            |
| 09    | Estonia      | 20                         | 22                         | 24                         | 18                         | 25                         | 24                         |                            | 7                          | 4                          |
| 10    | Irlanda      | 1                          | 17                         | 3                          | 2                          | 4                          | 3                          | 8                          | 6                          | 5                          |
| 11    | Letonia      | 14                         | 13                         | 15                         | 24                         | 21                         | 20                         |                            | 21                         |                            |
| 12    | Grecia       | 12                         | 18                         | 11                         | 15                         | 19                         | 16                         |                            | 11                         |                            |
| 13    | Reino Unido  | 25                         | 25                         | 25                         | 17                         | 20                         | 25                         |                            | 24                         |                            |
| 14    | Noruega      | 17                         | 23                         | 19                         | 22                         | 22                         | 22                         |                            | 20                         |                            |
| 15    | Italia       | 7                          | 5                          | 8                          | 6                          | 8                          | 5                          | 6                          | 4                          | 7                          |
| 16    | Serbia       | 5                          | 11                         | 18                         | 4                          | 7                          | 8                          | 3                          | 1                          | 12                         |
| 17    | Finlandia    | 21                         | 24                         | 17                         | 19                         | 23                         | 23                         |                            | 13                         |                            |
| 18    | Portugal     | 3                          | 2                          | 2                          | 1                          | 2                          | 1                          | 12                         | 23                         |                            |
| 19    | Armenia      | 16                         | 20                         | 16                         | 9                          | 13                         | 15                         |                            | 8                          | 3                          |
| 20    | Chipre       | 9                          | 15                         | 4                          | 14                         | 12                         | 10                         | 1                          | 16                         |                            |
| 21    | Suiza        | 8                          | 6                          | 12                         | 21                         | 9                          | 11                         |                            | 10                         | 1                          |
| 22    | Eslovenia    | 2                          | 12                         | 1                          | 3                          | 1                          | 2                          | 10                         | 2                          | 10                         |
| 23    | Croacia      | -------------------------- | -------------------------- | -------------------------- | -------------------------- | -------------------------- | -------------------------- | -------------------------- | -------------------------- | -------------------------- |
| 24    | Georgia      | 19                         | 21                         | 13                         | 25                         | 24                         | 21                         |                            | 22                         |                            |
| 25    | Francia      | 11                         | 3                          | 7                          | 7                          | 10                         | 7                          | 4                          | 5                          | 6                          |
| 26    | Austria      | 18                         | 14                         | 14                         | 23                         | 11                         | 18                         |                            | 14                         |                            |